# Dendropemon brachycarpus
Dendropemon brachycarpus är en tvåhjärtbladig växtart som beskrevs av Ignatz Urban. Dendropemon brachycarpus ingår i släktet Dendropemon och familjen Loranthaceae. Inga underarter finns listade i Catalogue of Life.